# Georgij Petrusov

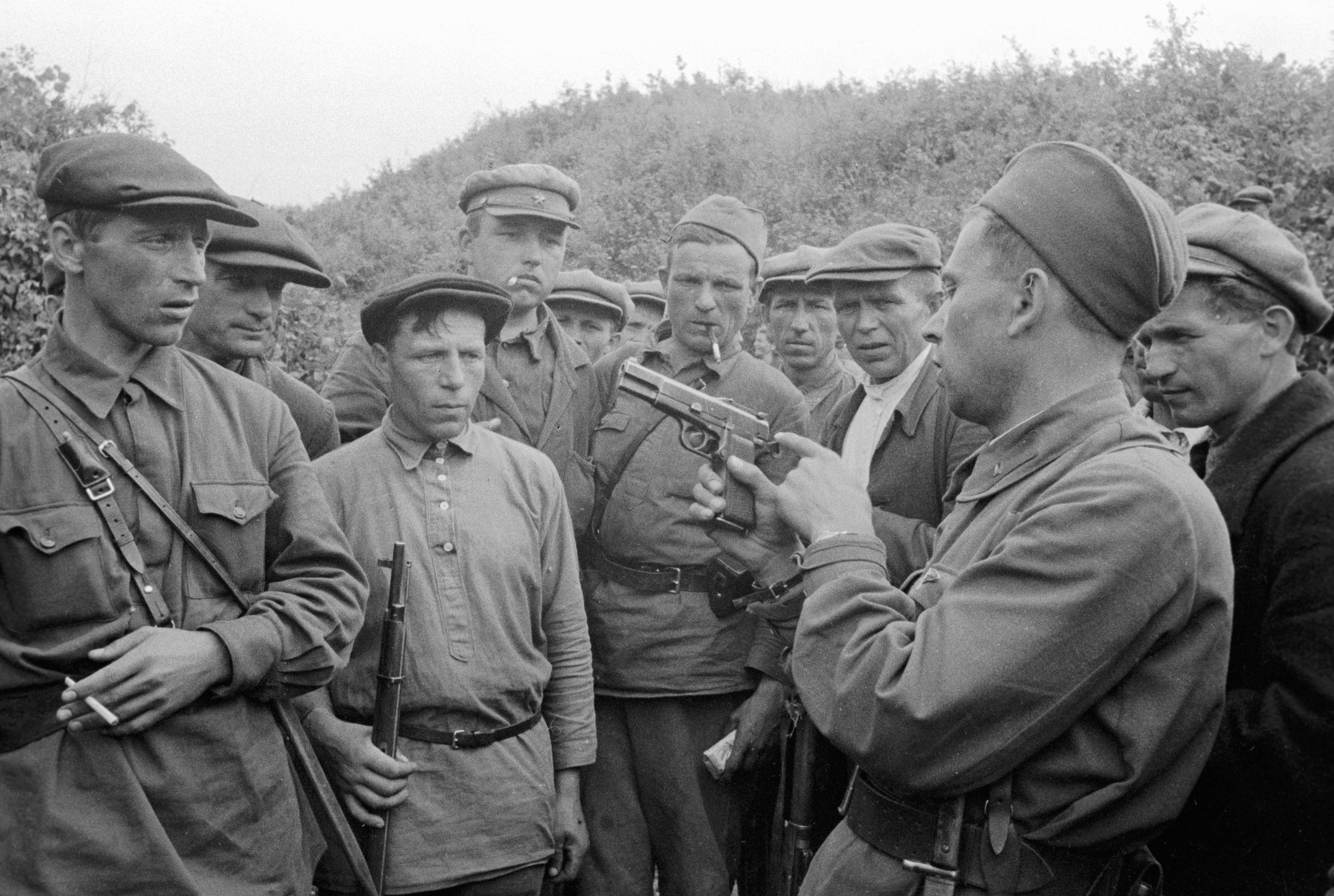
Georgij Petrusov: Velitel ukazuje partyzánům zbraň, 23. srpna 1941

Georgij Grigorevič Petrusov (rusky Георгий Григорьевич Петрусов; 1903 Rostov na Donu – 1973 Moskva) byl sovětský novinářský fotograf nejznámější ve dvacátých a třicátých letech 20. století. Stál u počátků moderní fotožurnalistiky ve dvacátých a třicátých letech v bývalém SSSR. Společně s fotografy jako byli Max Alpert, Alexandr Rodčenko, Arkadij Šajchet, Boris Ignatovič nebo Ivan Šagin se stali nástrojem programové, centrálně řízené a didakticky zaměřené propagandy.

## Biografie
Narodil se v roce 1903 ve městě Rostov na Donu. Vystudoval gymnázium. Fotografovat začal od 14 let.
Od roku 1924 začal spolupracovat jako fotograf s časopisy: Metallist, Rabočij chimik, novinami Trud, Pravda a Sojuzfoto. Pořídil řadu snímků pro zpravodajskou agenturu RIA Novosti. V období 1929-1930 vedl fotografické oddělení pro dokumentaci výstavby Magnitogorského Metalurgického závodu. Od roku 1931 pracoval v časopise SSSR na strojke, kde připravoval materiály pro tematické vydání. Tento časopis vycházel ve čtyřech jazykových mutacích v letech 1930 – 1941. Ve své době měl nezanedbatelné místo v historii fotožurnalistiky za svůj významný přínos v publikování obrazových zpráv.
Nejznámější jeho reportáž je z výstavby vodní elektrárny na Dněpru (Plotina Dneprogesa).
Během Velké vlastenecké války pracoval jako fotoreportér pro Sovinformbyro a noviny Izvestija. Dokumentoval vojenská dění na různých frontách a nakonec také v Berlíně. V poválečných letech pracoval v nakladatelství Izogiz a v tiskové agentuře Novosti (APN).
Vydal celou řadu fotografických alb, mezi nimi i knihu Moskva-Berlín.
Zúčastnil se řady výstav doma i v zahraničí. Zemřel v Moskvě v roce 1971.